# هيلاري ستيلينجويرف
هيلاري ستيلينجويرف (née Edmondson ؛ من مواليد 7 أغسطس 1981 في سارنيا ، أونتاريو ) هي عداءة في مجال المسافات المتوسطة والمسار الكندي. شاركت في سباق 1500 متر في دورة الألعاب الأولمبية الصيفية 2012 ، حيث وصلت إلى الدور نصف النهائي.  أفضل أرقامها الشخصية ل 1500 متر هي 4: 05,08 دقيقة، حيث حققتها في عام 2012.
وكانت في المركز الثاني في بطولة الكندية للتنس والميدان في عام 2012 ، حيث حققت مستوى التأهل الأولمبي.
في يوليو 2016 ، تم تعيينها رسميا في الفريق الأولمبي الكندي . 

## روابط خارجية
- هيلاري ستيلينجويرف على موقع الاتحاد الدولي لألعاب القوى (الإنجليزية)
- هيلاري ستيلينجويرف على موقع الدوري الماسي (الإنجليزية)
- هيلاري ستيلينجويرف على موقع أوليمبيديا (الإنجليزية)
- هيلاري ستيلينجويرف على موقع اتحاد ألعاب الكومنولث (مؤرشف) (الإنجليزية)
- هيلاري ستيلينجويرف على موقع دورة ألعاب الكومنولث 2006 (مؤرشف) (الإنجليزية)